# Santa Catarina del Monte
Santa Catarina del Monte är en ort i Mexiko, tillhörande kommunen Texcoco i delstaten Mexiko. Santa Catarina del Monte ligger i den centrala delen av landet och tillhör Mexico Citys storstadsområde. Orten hade 5 599 invånare vid folkräkningen 2010.